# Four Little Diamonds
 «Four Little Diamonds» — сингл британской рок-группы Electric Light Orchestra с их десятого студийного альбома Secret Messages, изданный в 1983 году лейблом Jet Records.
Сингл не добился большого коммерческого успеха в США, проведя две недели в Billboard Hot 100 и заняв лишь 86-ю позицию. В Великобритании он попал в хит-парад UK Singles Chart на 84-ю строчку.
По мнению обозревателя About.com, «Four Little Diamonds» раскрывает любовь Джеффа Линна к творчеству The Beatles. Песня стала последним хитом группы в 80-х годах, несмотря на низкие положения в чартах, эта композиция до сих пор остается одной из самых известных в истории коллектива.
Сингл вошёл в бокс-сеты группы Afterglow и Flashback.
Она звучит в видеоигре Grand Theft Auto: Vice City на вымышленной радиостанции Flash FM и доступна как в альбоме Grand Theft Auto Vice City O.S.T — Volume 4 : Flash FM, так и в самом саундтреке к игре.

## Список композиций

### Грампластинка
| №  | Название               | Автор(ы)   | Длительность |
| -- | ---------------------- | ---------- | ------------ |
| 1. | «Four Little Diamonds» | Джефф Линн | 3:57         |
| 2. | «Letter from Spain»    | Джефф Линн | 2:51         |

### Сингл
| №  | Название               | Автор(ы)   | Длительность |
| -- | ---------------------- | ---------- | ------------ |
| 1. | «Four Little Diamonds» | Джефф Линн | 3:57         |
| 2. | «Letter from Spain»    | Джефф Линн | 2:51         |
| 3. | «The Bouncer»          | Джефф Линн | 3:13         |

## Участники записи
- Джефф Линн — вокал, гитара
- Бив Биван — ударные, перкуссия
- Келли Гроукат — бас-гитара
- Ричард Тэнди — синтезатор